# フリーツ・スフールマン
フリーツ・ハンス・エーリヒ・スフールマン（Frits Hans Erich Schuurman、1898年6月25日 - 1972年9月23日）は、オランダ出身の指揮者、作曲家。妻はヴァイオリニストのマリア・ノイス。

## 生涯
1898年、ナイメーヘン生まれ。1931年からエドゥアルト・ファン・ベイヌムの後任としてハールレム交響楽団の首席指揮者を務め、1938年にハーグ・レジデンティ管弦楽団の首席指揮者に転出した。
1949年にウィレム・ヴァン・オッテルローにハーグのポストを譲り、南アフリカに移住した。
南アフリカではヨハネスブルグ交響楽団やダーバン交響楽団を指揮し、マーラーの交響曲やプッチーニのオペラ等を積極的に紹介した。
1972年、ダーバンにて死去。